# Liste künftiger Wahltermine in Österreich
Die unvollständige Liste künftiger Wahltermine in Österreich enthält einen Auszug voraussichtlicher Wahltermine für Europawahlen, Bundespräsidentenwahlen, Nationalratswahlen, Landtagswahlen und Gemeinderatswahlen von überregionaler Bedeutung sowie österreichweite Arbeiter- und Wirtschaftskammerwahlen.

## 2027
| Datum | Gebiet         | Art der Wahl                          | Turnus in Jahren |
| ----- | -------------- | ------------------------------------- | ---------------- |
| 2027  | Tirol          | Landtagswahl                          | 5                |
| 2027  | Burgenland     | Gemeinderats- und Bürgermeisterwahlen | 5                |
| 2027  | Kärnten        | Gemeinderats- und Bürgermeisterwahlen | 6                |
| 2027  | Oberösterreich | Landtagswahl                          | 6                |
| 2027  | Oberösterreich | Gemeinderats- und Bürgermeisterwahlen | 6                |

## 2028
| Datum | Land             | Art der Wahl          | Turnus in Jahren |
| ----- | ---------------- | --------------------- | ---------------- |
| 2028  | Niederösterreich | Landtagswahl          | 5                |
| 2028  | Kärnten          | Landtagswahl          | 5                |
| 2028  | Salzburg         | Landtagswahl          | 5                |
| 2028  | Österreich       | Bundespräsidentenwahl | 6                |
| 2028  | Tirol            | Gemeinderatswahl      | 6                |

## 2029
| Datum | Gebiet            | Art der Wahl                          | Turnus in Jahren |
| ----- | ----------------- | ------------------------------------- | ---------------- |
| 2029  | Salzburg          | Gemeinderats- und Bürgermeisterwahlen | 5                |
| 2029  | Vorarlberg        | Landtagswahl                          | 5                |
| 2029  | Europäische Union | Europawahl                            | 5                |
| 2029  | Österreich        | Nationalratswahl                      | 5                |
| 2029  | Österreich        | Arbeiterkammerwahl                    | 5                |
| 2029  | Steiermark        | Landtagswahl                          | 5                |

## 2030
| Datum | Gebiet           | Art der Wahl                          | Turnus in Jahren |
| ----- | ---------------- | ------------------------------------- | ---------------- |
| 2030  | Burgenland       | Landtagswahl                          | 5                |
| 2030  | Österreich       | Wirtschaftskammerwahlen               | 5                |
| 2030  | Niederösterreich | Gemeinderats- und Bürgermeisterwahlen | 5                |
| 2030  | Vorarlberg       | Gemeinderats- und Bürgermeisterwahlen | 5                |
| 2030  | Steiermark       | Gemeinderatswahlen                    | 5                |
| 2030  | Wien             | Landtags- und Gemeinderatswahl        | 5                |